# Veriko (cràter)
Veriko és un cràter d'impacte en el planeta Venus de 5,2 km de diàmetre. Porta el nom d'un antropònim georgià, i el seu nom va ser aprovat per la Unió Astronòmica Internacional el 1997.